# 오타카 히로오
오타카 히로오(일본어: 大高 洋夫, 1959년 6월 27일 ~ )는 일본의 배우이다.

## 출연작

### TV 드라마
- 1998년 ~ 1999년 철완탐정 로보타크 - 스기 카오루 역